# EA Sports FC Mobile
EA Sports FC Mobile é um jogo eletrônico de futebol desenvolvido pela EA Canada e a EA Mobile e distribuída pela EA Sports para Android, iOS e Windows Phone. Foi anunciado no dia 16 de agosto de 2016 e lançado no dia 11 de outubro do mesmo ano.

## Modo de jogo
O jogo adapta o modo "Duelo de ataques", onde os jogadores jogam apenas ofensivamente numa partida no modo multiplayer. O jogo também possui os "Eventos ao vivo", baseados em eventos recentes e reais e em treino de habilidades, como drible, chute e defesa.
Seu objetivo é a construção de times, fazendo a compra de jogadores utilizando o dinheiro conseguido no jogo de maneira gratuíta os "coins", porém, também é possível comprar pontos para melhorar seu desempenho e facilitar a conquista de times mais fortes, esses pontos são chamados de "fifa points" e podem ser obtidos na loja em forma de "pacotes" que dependendo do preço te dão uma quantidade maior ou menor de pontos e até mesmo de jogadores. O jogo necessita de conexão com a internet e permite a criação de ligas.
Em 26 de Setembro de 2023, o jogo foi atualizado e passou a se chamar oficialmente FC Mobile, encerrando a série FIFA Mobile.